# Moremi Ajasoro
Moremi Ajasoro (en yoruba : Mọremí Àjàṣorò) est une reine légendaire et une héroïne populaire du XIIe siècle de la région du Yorubaland, dans un territoire devenu le sud-ouest du Nigeria.

## Biographie
Moremi Ajasoro vit au XIIe siècle. Elle est originaire d'Offa,, et est mariée à Oranmiyan, roi d'Ife, un descendant du  fondateur du royaume, Oduduwa, Ife était alors une Cité-État qui, selon cette légende, subissait régulièrement des agressions d’un peuple voisin connu sous le nom de peuple de la forêt (Ugbò en langue Yoruba). Des raids étaient effectués par ce peuple, se traduisant par des pillages et des captures de citoyens d'Ife, réduits en esclavage par ces gens. Ces envahisseurs étaient considérés comme des esprits par les habitants d'Ife, du fait de leur apparence .
Moremi Ajasoro décida, toujours selon la légende, de consulter une divinité de la rivière, Esimirin, sur la façon de résoudre cette situation. Cette divinité accepta, à condition qu'elle consente à un sacrifice lorsque le conflit sera réglé. Moremi Ajasoro accepta sans interroger davantage cette divinité sur ce sacrifice, et sur ses suggestions proposa  un plan à son mari qui l’accepta. Mêlée aux commerçantes du marché d’Ife, elle devint une des captives lors d’une nouvelle attaque des Ugbos, puis en raison de sa beauté et de l'aide d'Esimirin, elle est épousée par leur souverain. Après s'être familiarisée avec les secrets de l'armée de son nouveau mari et notamment des déguisements des guerriers pour se rendre effrayants et prendre une apparence surnaturelle, elle s'échappa pour revenir à Ife. Elle y révéla ces secrets à la population de la cité, qui purent  ensuite les vaincre.
Après la résolution de ces situations d’agressions, elle retourna auprès de son premier mari, le roi Oramiyan d'Ife, qui la réinstalla immédiatement comme reine. Moremi Asasoro retourna alors vers la divinité Esimirin pour la remercier de son aide. Celle-ci exigea le sacrifice de son fils unique, Oluorogbo. La demande était inconcevable et Moremi supplia le dieu d'accepter une offrande moins terrible. Mais finalement, elle respecta sa promesse et accepta d’en payer le prix. L'offrande d'Oluorogbo au dieu de la rivière affligea non seulement Moremi Ajasoro mais aussi tout le royaume d'Ife.

## La postérité de cette légende
Le festival Edi a été créé pour célébrer le sacrifice que Moremi Ajasoro  fait pour le peuple Yoruba. Plusieurs lieux publics portent son nom dans la région contemporaine du pays yoruba au Nigeria, comme le lycée Moremi et les résidences pour femmes de l'université de Lagos et de l'université Obafemi Awolowo.
En 2017, Oba Ogunwusi, l'Ooni d'Ile Ife, dans l'État d'Osun, a érigé une statue de Moremi dans son palais. Cette statue est l’une des plus hautes du Nigeria et du continent africain,.
Cette reine, Moremi Ajasoro, est citée également dans l’ouvrage de Léonora Miano, L’Autre langue des femmes, consacré aux principales femmes légendaires subsahariennes.